# 零士 (小惑星)
零士（れいじ、6565 Reiji）は、太陽系の小惑星のひとつ。火星と木星の間の軌道を公転している。北海道の北見観測所で円舘と渡辺によって発見された。
日本の漫画家、松本零士にちなんで命名された。松本は自身の名を持つこの小惑星を気に入っており、自身の作品『ニーベルングの指環』で登場させた。